# 長谷部言人
長谷部 言人（はせべ ことんど、1882年〈明治15年〉6月10日 - 1969年〈昭和44年〉12月3日）は、日本の人類学者・解剖学者。東北帝国大学教授・東京帝国大学理学部教授を歴任。日本学士院会員。東京市麹町区（現・東京都千代田区）出身。

## 来歴
- 1882年 東京麹町に生まれる。生粋の江戸っ子だった。
- 1899年 東京府中学校卒業。
- 1906年 東大医科を卒業、解剖学教室で小金井良精の指導を受けた。
- 1907年 小金井の推薦により、京大医科解剖学教室の足立文太郎の助手となった。
- 1908年 同助教授になる。
- 1910年 健康を害して東京に戻る。
- 1912年 新潟医学専門学校講師となる。
- 1913年 新潟医学専門学校教授となる。
- 1914年 退職
- 1915年 ミクロネシア文部省調査隊員として参加。東北大助教授となる。
- 1920年 東北大教授となる。
- 1928年 長男長谷部楽爾誕生
- 1933年 - 1935年 医学部長を務める。
- 1938年 東大理学部助教授となる。
- 1939年 人類学教室を人類学科として改めて学生をとることにして、主任教授となる。
- 1943年 定年退職
- 1944年 東北大名誉教授となる。
- 1946年 東京大学より理学博士の学位を取得、論文の題は「石器時代日本犬（邦文、英文）」。[1]
- 1951年 - 1968年 日本人類学会会長をつとめる。
- 1953年 日本学士院会員となる。
- 1969年12月3日 脳梗塞のため東京都大田区の自宅にて死去。87歳[2]。

## 家族
- 祖父・長谷部恕連
- 父・長谷部仲彦 - 化学者。
- 岳父・碇山晋（1858-1936） - 鹿児島市千石馬場町に碇山久純の五男として生まれ、横浜の高島学校を皮切りに、東京外国語学校（旧外語）、工部大学校、慶応義塾、東京商法講習所で学んだのち、札幌農学校教授を経て北海道庁警部として函館・釧路に赴任ののち、1891年に神奈川県警部に任命され、外国人居留地警察署山手分署長に就任、1898年より加賀町警察署署長を務め、在日欧米華人、宮内省、訪日要人らの絶大な信頼を得て、1923年に退官の際には大英帝国など6か国から勲章を授与されるなど日本の外事警察の基礎を築いた。祖父の碇山将曹は島津家家老、いとこに調所広丈。[3][4]
- 子・長谷部楽爾

## 人物
府立一中、一高を経て、1906年東京帝国大学医科大学卒業後、京都帝国大学にて肉眼解剖学と人類学を専攻。新潟医学専門学校（現新潟大学医学部）、東北帝国大学教授を経て、1938年東京帝国大学理学部教授に就任。人類学に理化学的研究法を導入し、理学部に人類学科を創設する。
直良信夫が兵庫県明石市西八木海岸で発見した左腰骨の石膏模型を研究し、それを原人の骨と唱え、「明石原人」と命名した。
日中戦争勃発時、北京郊外の周口店で北京原人の化石が発掘されていたが、人骨以外の石器・装身具等と周口店関係の文書は戦時中に日本側が東京へ運ばせた。当時、中国にも来た長谷部は、人骨は行方不明だが獣骨は一部南京に送られたものを除いて北京の旧新生代研究所にあった、大東亜戦争開始と共に研究所と出土地の龍骨山の大部分を皇軍が接収し安全となったのは至幸というべきと語っていた。そのため戦後、北京原人の化石の行方が世界的に問題になったとき日本軍の持去りが疑われ、長谷部はGHQの取調べを受けた。彼が、後に語ったところによれば、知人の北支派遣軍軍医部長が部隊に先立って予て知っていた保存場所の北京協和医学院を臨検したが既に不明だったという。

## 業績

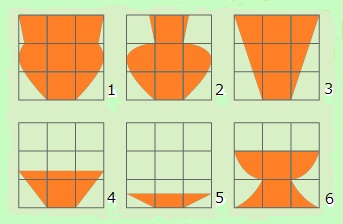
長谷部言人による「器形による土器の器種分類」
----
1.甕形土器、2.壺形土器、3.深鉢形土器、4.浅鉢形土器、5.皿形土器、6.高坏形土器

### 旧石器時代人種論
長谷部は東北大に移って後の1919年に、河内国府遺跡の発掘に参加したのを契機として、同年岩手県大般渡市細浦貝塚、1925年には同市大洞貝塚等を発掘し、石器時代人骨の研究に没頭していった。戦前の昭和時代の日本人種論は、長谷部と清野謙次の学説を2大潮流としている。ともに、石器時代人日本人説であることは同じであり、明治大正時代以来有力であったアイヌ人説を否定した。
その長谷部の学説を、池田次郎は次のように記している。
長谷部の研究は清野とは対照的に、主として東日本の人骨を材料とし、計測値の統計結果にとらわれずに、洪積世人類の骨格特徴にみられる時代的変化の説明原理を日本人種論に導入したことに特色がある。戦後になって、自己の主張を体系的に組み立てた「日本民族の成立」（昭和24年）では、前期洪積世以降の日本列島住民の転変を、身体と文化の両面から考察し、縄文人と古墳時代人との体質的差異は、狩猟採集経済を基盤とする石器時代の生活から、水田農耕に依存する金属器時代の生活への転換が、租借筋、下肢筋の弱体化を招く結果を生じたと解釈し、弥生式時代およびその後においても、日本人の体質を一変させるほどの混血はおこらず、日本人は石器時代から現代にいたるまで遺伝的に連続した集団であると断言している。
日本人の年代的変化を綿密に分析し、この長谷部の日本人説を発展させ、変化説を強化したのが、高弟の鈴木尚であった。

### 円筒土器文化論
1925年山内清男を助手に迎えて大洞貝塚を発掘調査し、さらに青森県八戸市一王寺貝塚を調査して、山内が調査した青森県北津軽郡市浦村オセドウ貝塚出土の土器の様相を総合し、『人類学雑誌』42-1（1927年）の論文で「陸奥・羽後・北海道の石器時代遺跡から出土する円筒土器によって代表される文化の担い手を、短頭に近い頭形をもち、関東人に比べてやや高身長である現代奥羽人の祖先とみなし、石器時代人を同地域に居住する現代人の直接の先祖である」という考えを固めるにいたり、日本人およびアイヌが石器時代人と、それぞれ異なる民族との混血により生じたとする当時の清野説に疑問を投じている。

## 著作

### 単著
- 『自然人類学概論』岡書院〈人類学叢書 第1篇〉、1927年9月。 NCID BN12356318。全国書誌番号:47003176。
- 『先史学研究』大岡山書店、1927年10月。 NCID BN02713361。全国書誌番号:47006147。
- 『過去の我南洋』岡書院、1932年6月。 NCID BN03953961。全国書誌番号:46084368 全国書誌番号:60000214。
- 『大小暦』宝雲舎、1943年12月。 NCID BN04159708。全国書誌番号:46015592 全国書誌番号:86090227。
  - 『大小暦』龍渓書舎〈龍渓コレクション 1〉、1988年3月。ISBN 9784844703006。 NCID BN02715163。全国書誌番号:46015592 全国書誌番号:88051647。
- 『日本人の祖先』岩波書店〈少国民のために〉、1951年12月。 NCID BN05383092。全国書誌番号:45025098。
  - 『日本人の祖先』近藤四郎解説、築地書館、1983年8月。 NCID BN04247022。全国書誌番号:83046521。

### 監修
- 『内外土俗品図集』 第1-3集、宝雲舎、1938年-1939年。全国書誌番号:47038888。

### 校訂
- 田代安定『沖縄結縄考』長谷部言人校訂、養徳社、1945年7月。 NCID BN04577402。全国書誌番号:64008103。
  - 田代安定『沖縄結縄考』長谷部言人校訂、至言社、1977年2月。 NCID BN08671515。全国書誌番号:77018411。

### 著作集
- 江坂輝弥 編『長谷部言人集』築地書館〈日本考古学選集 15〉、1975年9月。 NCID BN02042969。全国書誌番号:73013617。
- 『長谷部言人（一）』クレス出版〈日本の人類学文献選集 近代篇 第6巻〉、2005年10月。ISBN 9784877332976。 NCID BA7407349X。全国書誌番号:20941671。
- 『長谷部言人 (二) ・清野謙次』クレス出版〈日本の人類学文献選集 近代篇 第7巻〉、2005年10月。ISBN 9784877332983。 NCID BA74073660。全国書誌番号:20941675。

### 記念論文集
- 『長谷部言人博士喜寿記念論文集』長谷部言人博士喜寿記念会、1964年6月。 NCID BN08345034。全国書誌番号:83010711。

## 受章歴
- 勲二等瑞宝章